# Человек, который брал интервью
«Человек, который брал интервью» — советский художественный фильм, политический детектив режиссёра Юрия Марухина по сценарию Ионы Андронова и Анатолия Кудрявцева. Вышел в 1986 году, премьера состоялась в июне 1987 года.

## Реальная основа фильма
Отчасти прототипом главного героя фильма является советский журналист Александр Каверзнев. В основе фильма лежит история трагической гибели известного журналиста-международника. При этом главный герой имеет как внешнее сходство с Александром Каверзневым, так и ряд биографических совпадений. Имеются, конечно, и отличия, поскольку это — художественный фильм.
Другим прототипом героя был журналист-международник Иона Андронов — соавтор сценария. Первая половина фильма, посвящённая поиску Русановым центра по производству бактериологического оружия и содержащая интервью с его главой, представляет собой охудожествлённую версию таких же реальных событий. Эксперименты по заражению людей через москитов проводились в пакистанском г. Лахорна отделением Мэрилендского университета под руководством профессора Дэвида Нэллина, который действительно был вынужден дать Андронову интервью. Под воздействием публикаций в прессе пакистанское правительство было вынуждено выслать Нэллина.

## Сюжет
Работая в Афганистане, советский журналист Алексей Русанов становится свидетелем странной и неизлечимой болезни, поразившей множество людей и скота. В то же время от внимания журналиста не ускользнула короткая заметка в газете Синдабада с явным намёком на то, что эпидемия вызвана искусственно, с помощью комаров неизвестного ранее вида. Решив во что бы то ни стало узнать правду о причинах страшного заболевания, Русанов едет в город Синдабад и проникает в секретную лабораторию профессора Нэли, работы которой по выведению смертоносных насекомых, как выяснится позже, финансируются ЦРУ…
Прибыв в Синдабад, Русанов прежде всего пытается выяснить что-нибудь у своих коллег — местных журналистов. Но те молчат, явно кем-то запуганные. Алексею становится известно, что редактор местной газеты арестован за неосторожную публикацию, соответствующий номер газеты конфискован полицией. Затем один из журналистов всё же указывает Алексею направление поиска. В узких глухих улочках исторического центра восточного города Русанов находит секретную лабораторию и хитростью проникает туда. Заведующий лабораторией профессор Нэли поначалу относится к советскому журналисту со страхом и недоверием, но затем вроде бы соглашается показать ему свою лабораторию. Профессор не раскрывает, конечно, перед журналистом истинной сути её работы. Он пытается ввести его в заблуждение, представить дело так, что он со своими подчинёнными борется с инфекцией (а не распространяет её, как подозревают), то есть ставит всё с ног на голову. Русанов ему не верит, но вида не показывает — он ещё слишком мало знает. На этом первый визит Русанова в лабораторию заканчивается.
Советский журналист ощущает за собой постоянную слежку. Один раз, вернувшись в номер гостиницы, он видит, что в его номере учинили обыск — всё перевёрнуто вверх дном.
Через некоторое время на Русанова выходит тот самый журналист, который помог ему найти лабораторию. На этот раз он сообщает Алексею, что готов устроить ему встречу с местным врачом-вирусологом, который работал в лаборатории профессора Нэли. Алексей соглашается, и встреча происходит. Выясняется, что этот врач, работая в лаборатории, по неосторожности заразился смертельным вирусом и жить ему осталось недолго. Он согласен передать Русанову компрометирующие Нэли документы. В них — неопровержимые доказательства того, что лаборатория профессора Нэли финансируется ЦРУ и работает над новыми видами бактериологического оружия; в частности — новый вирус, разносимый комарами — её «творение».
Переступая грань допустимого риска, Алексей Русанов решает снова наведаться в лабораторию и прямо обвинить профессора в его преступной деятельности. После короткого разговора между ними с профессором случается истерика, и Русанова выпроваживают из лаборатории. В тот же день Алексея похищают прямо из номера гостиницы агенты ЦРУ. Его вводят в бессознательное состояние, дают ему «сыворотку правды», подозревая его в том, что он — нештатный агент КГБ, но безрезультатно. Затем появляется профессор Нэли и в отместку за разоблачение заражает Алексея смертельным вирусом, тем самым сознательно убивая его — профессор знает, что противоядия этому вирусу пока не существует.
Больше ничего от Русанова не добившись, агенты отпускают его, боясь международных осложнений. Алексей возвращается в Москву с компрометирующими американскую лабораторию документами. Советский журналист победил, но дорогой ценой. Вернувшись в Москву, Алексей обнаруживает, что заражён смертельным вирусом. Понимая, что жить ему осталось недолго, он звонит своему редактору с настойчивой просьбой поскорее организовать пресс-конференцию, чтобы предать широкой огласке факты, вскрывающие преступный характер деятельности секретной лаборатории профессора Нэли.

## В ролях
| Актёр                | Роль                                    |
| -------------------- | --------------------------------------- |
| Аристарх Ливанов     | Алексей Русанов журналист-международник |
| Андрей Мягков        | профессор Нэли                          |
| Мелик Дадашев        | Хамиз                                   |
| Зили Намазов         |                                         |
| Николай Кочегаров    | Томас американский консул               |
| Гасан Мамедов        | Аль-Мирзам заместитель редактора        |
| Алексей Зайцев       | Бекер заведующий лабораторией           |
| Анатолий Терпицкий   | агент                                   |
| Виктор Плют          | советский редактор                      |
| Бодербек Миралибеков |                                         |
| Идрис Рустамов       |                                         |
| Микаил Мирзоев       |                                         |
| Карлос Гальегильес   |                                         |
| Джамила Абдулкаим    |                                         |
| Анатолий Котенёв     | эпизод                                  |